# Oreocereus celsianus
Oreocereus celsianus (Lem.) Riccob. es una especie de planta fanerógama de la familia Cactaceae. 

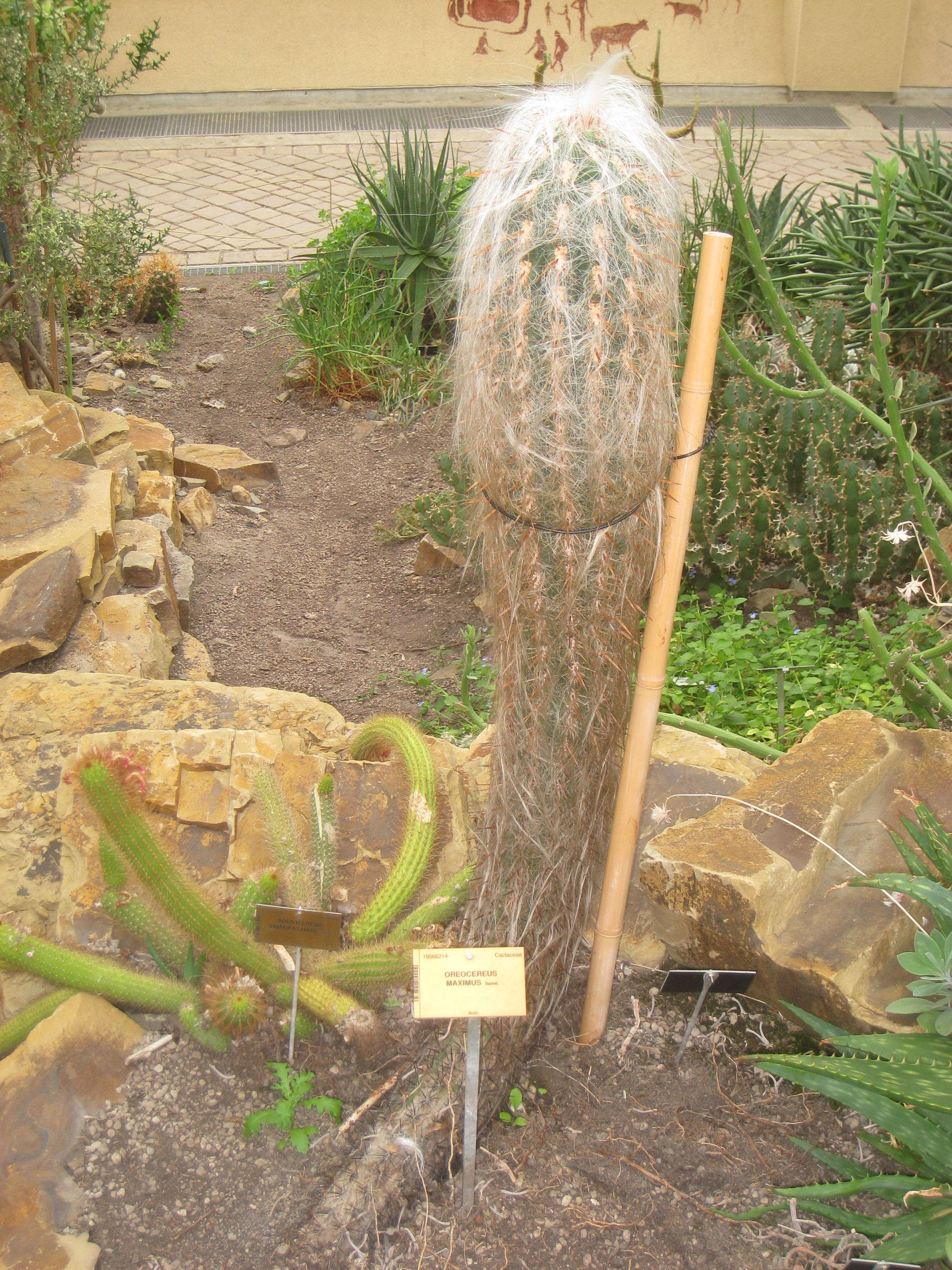
Vista de la planta

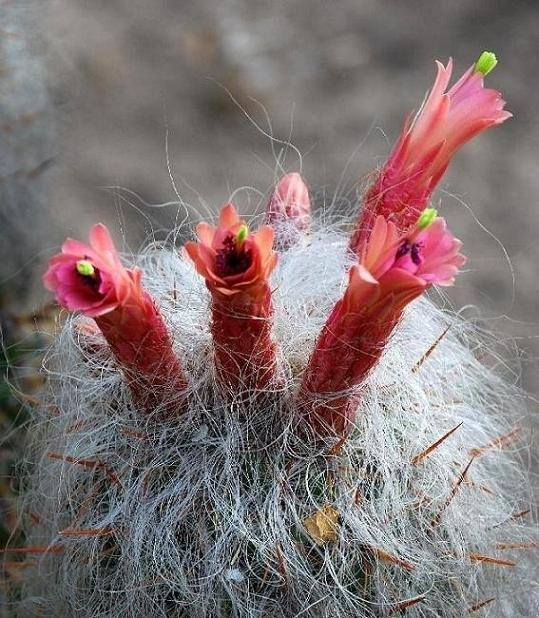
Detalle de la flor

## Distribución
Es endémica de Chile, Perú, Argentina y Bolivia. Es una especie común que se ha extendido por todo el mundo.

## Descripción
Oreocereus celsianus crece con ramificación desde la base, erecta, con tallo columnar y alcanza un diámetro de 8 a 12 cm y una altura de hasta 2 metros. Los brotes son densos envueltos de blanco cabello y espinas. Tiene de 10 a 25 costillas redondeadas. Los grandes areolas son blancas, densamente cubiertas de espinas y cubiertas con hasta 5 centímetros de pelo largo. Los, de una a cuatro espinas centrales son fuertes y de 8 cm de largo, las siete a nueve espinas radiales son de hasta 2 cm de largo. Las flores son brillantes, pequeñas de color rosa púrpura y aparecen cerca de las puntas de los brotes. Miden 7-9 cm de largo y tienen un diámetro de hasta 3 centímetros. Los frutos son esféricos.

## Taxonomía
Oreocereus celsianus fue descrita por (Lem.  ex Salm-Dyck) Riccob. y publicado en Bollettino delle r. Orto Botanico e Giardino Coloniale di Palermo 8(4): 259. 1909.
Etimología
Oreocereus: nombre genérico que deriva del griego  y significa "cacto de montaña".
celsianus: epíteto otorgado en honor del jardinero francés Jean-François Cels (1810–1888), quien junto con su hermano Auguste Cels (1809–1898) eran conocidos por el cultivo de cactus y orquídeas.
Sinonimia
- Pilocereus celsianus
- Cereus celsianus
- Borzicactus celsianus
- Cereus fossulatus
- Oreocereus fossulatus
- Borzicactus fossulatus
- Oreocereus maximus
- Oreocereus neocelsianus

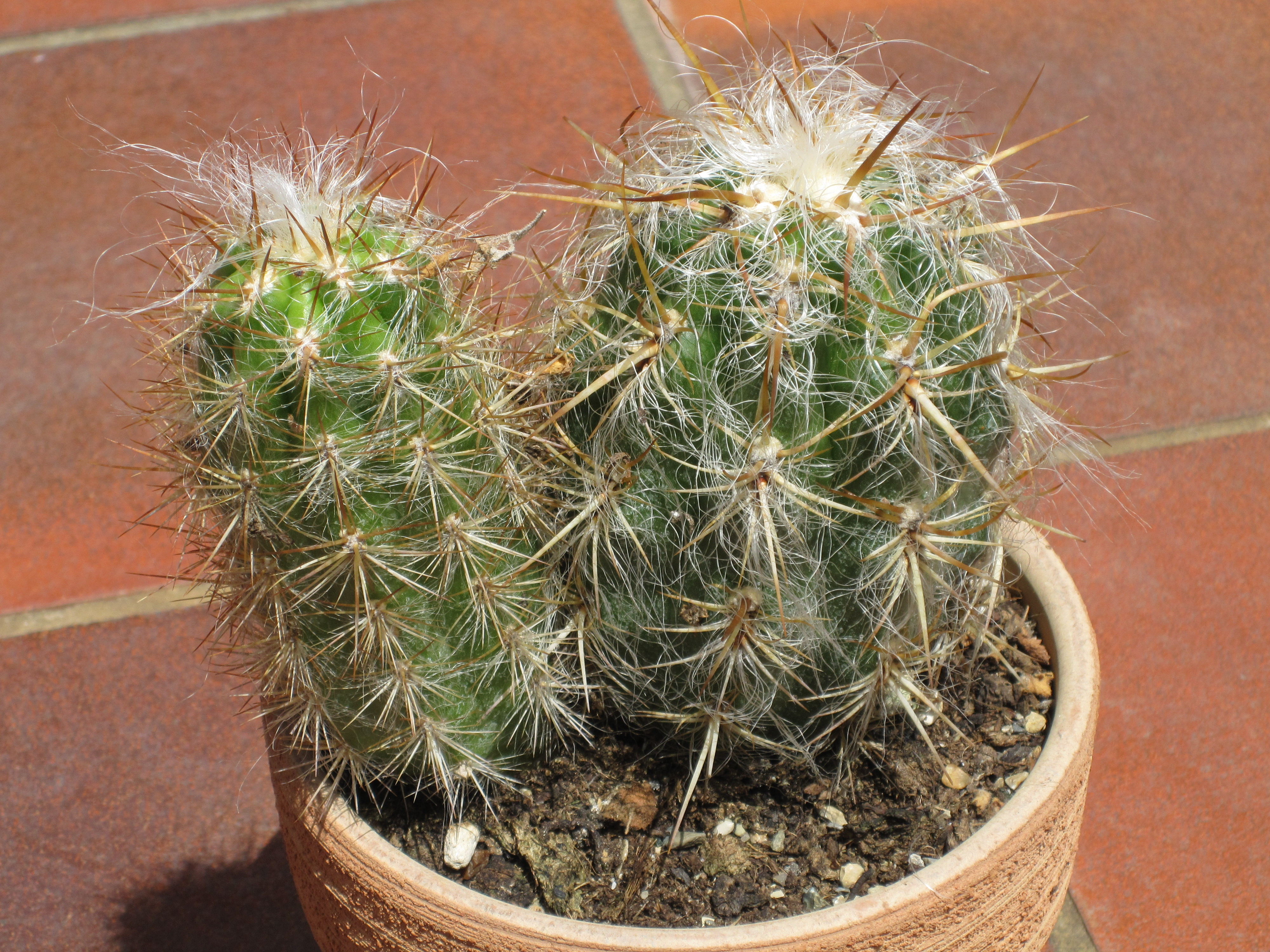
Oreorcereus celsianus

- Cleistocactus tupizensis (Vaupel) Backeb. & F.M. Knuth
- Oreocereus bruennowii (Haage ex Rumpler) Backeb.[4]